# Anne L’Huillier
Anne L’Huillier (Párizs, 1958. augusztus 16. –) Nobel-díjas francia-svéd fizikus.

## Élete
Kísérleti atomfizikából doktorált a CEA francia nukleáris kutatóközpontjabban Saclay-ben.
2004-től a Svéd Királyi Tudományos Akadémia tagja, 2007 és 2015 között pedig a Fizikai Nobel-díj Bizottság tagja volt.
2023-ban Krausz Ferenc és Pierre Agostini kutatókkal megosztva Fizikai Nobel-díjat kapott az általuk kifejlesztett „attoszekundumos fényimpulzusokat létrehozó kísérleti módszerekért, melyek lehetővé teszik az elektronok anyagbeli viselkedésének tanulmányozását”.

## Publikációk (válogatás)
- M. Ferray, Anne L’Huillier, X F Li, L. A. Lompré, G. Mainfray, C. Manus: Multiple-harmonic conversion of 1064 nm radiation in rare gases. In: Journal of Physics B. Band 21, Nr. 3, 1988, S. L31–L35,
- Anne L’Huillier, Philippe Balcou, L. A. Lompré: Coherence and resonance effects in high-order harmonic generation. In: Physical Review Letters. Band 68, Nr. 2, 1992, S. 166–169,
- Philippe Balcou, Anne L’Huillier: Phase-matching effects in strong-field harmonic generation. In: Physical Review A. Band 47, Nr. 2, 1993, S. 1447–1459, doi:10.1103/physreva.47.1447, PMID 9909069.Philippe Balcou, Anne L’Huillier: Phase-matching effects in strong-field harmonic generation. In: Physical Review A. Band 47, Nr. 2, 1993, S. 1447–1459,
- Anne L’Huillier, Philippe Balcou: High-order harmonic generation in rare gases with a 1-ps 1053-nm laser. In: Physical Review Letters. Band 70, Nr. 6, 1993, S. 774–777.

## Fordítás
- Ez a szócikk részben vagy egészben  az   Anne L’Huillier című német Wikipédia-szócikk fordításán alapul.  Az eredeti cikk szerkesztőit annak laptörténete sorolja fel. Ez a jelzés csupán a megfogalmazás eredetét és a szerzői jogokat jelzi, nem szolgál a cikkben szereplő információk forrásmegjelöléseként.